# Amédée Fourcault
Laurent Amédée Fourcault, ook Fourcault-Frison, (Ieper, 30 april 1826 - Lodelinsart, 28 december 1899) was een Belgisch senator.

## Biografie
Amédée Fourcault was een zoon van de handelaar en industrieel Jean-Charles Fourcault en Barbara Lorsom. Hij trouwde in 1861 in Lodelinsart met Emma Frison (°1834), dochter van Jules Frison, advocaat, industrieel, lid van het Nationaal Congres en burgemeester van Lodelinsart, en nicht van Auguste Frison.
Op zijn zeventiende werd hij beursstudent aan de Koninklijke Militaire School. Van 1845 tot 1855 was hij onderluitenant en luitenant, met verschillende affectaties. In 1855 werd hij kapitein en vleugeladjudant van generaal Frison. In 1865 zwaaide hij als majoor af van het leger.
Fourcault nam de glasfabriek over van de familie Frison, gesticht in 1836 door zijn schoonvader, en werd bestuurder-directeur van de Verrerie Amédée Fourcault, Frison et Compagnie en bleef dit tot aan zijn overlijden. Hij werd voorzitter van de vereniging van meester-glasblazers.
Hij was ook bestuurder van andere vennootschappen:
- Compagnie pour la Fabrication du Zinc et du Bronze et d'Appareils d'Eclairage,
- Franco-Belge pour la Construction de Machines et de Matériel de Chemin de Fer,
- Compagnie des Bronzes,
- Compagnie du Gaz de Gand,
- Société des Tramways à Vapeur des provinces de Vérone et de Vicence.

De glasfabriek werd later geleid door zijn zoon Émile Fourcault, die de mechanische productie van glas uitvond.
Van 1878 tot 1882 was hij provincieraadslid van Henegouwen. In juni 1892 werd hij liberaal senator voor het arrondissement Charleroi, een mandaat dat hij uitoefende tot einde 1894.